# Aglaoschema inca
Aglaoschema inca är en skalbaggsart som beskrevs av Dilma Solange Napp 2007. Aglaoschema inca ingår i släktet Aglaoschema och familjen långhorningar. Inga underarter finns listade i Catalogue of Life.